# Eldjarn Kambhøttur
Eldjárn Kambhøttur (segle X) va ser un viking de les illes Fèroe. Apareix com a personatge històric a la Saga dels feroesos.
Eldjarn era un partidari del poderós gódi Havgrímur i estava enfrontat a Einar Suðringur. Einar era parent dels dos germans Brestir Sigmundsson i Beinir Sigmundsson, els quals mantenien un llarg litigi de 65 anys per l'autoritat de la petita illa de Stóra Dímun. L'afer es va dur al Løgting (el parlament feroès) el 970 que va fallar finalment a favor d'Einar. Aquesta decisió va desembocar en tragèdia quan Eldjarn i Havgrímur van preparar una emboscada on hi van morir els germans i el propi Havgrímur.
Eldjarn va buscar suport en el sogre de Havgrímur Snæúlvur, que es va mantenir neutral jperquè considerava que Einar tenia raó i per això la justícia havia fallat al seu favor, avisant així al seu gendre perquè considerava que no estava bé el que estaven tramant. Havgrímur per la seva banda va buscar el favor de el poderós Tróndur í Gølu que va ser favorable a l'atac a canvi de rebre dues vaques cada primavera i 300 metres de llana d'ovella cada tardor com a tribut, de per vida i de manera hereditària; però Tróndur no va voler participar directament en la conspiració i va sol·licitar al seu oncle Svínoyar-Bjarni que hi participés en nom seu.